# It’s My Life (Sash!-dal)
Az It's My Life című dal a német Sash! első kislemeze az It’s My Life – The Album című szintén első stúdióalbumról. A dalban Sascha Lappessen vokálozik. A dalhoz videóklip nem készült.

## Megjelenések
12"  GER Mighty – 575 249-1
- A1 It's My Life (Future Breeze Mix) 7:00 Remix – Future Breeze
- B1 It's My Life (NBG Mix) 5:52 Remix – Natural Born Grooves
- B2 It's My Life (Kicking Life Mix) 6:10

## Slágerlista
| Slágerlista (1996)                 | Legjobb helyezés |
| ---------------------------------- | ---------------- |
| Németország (Media Control Charts) | 38               |

## Külső hivatkozások
- Hallgasd meg a dalt[4]
- Az album az Amazon.com oldalon[5]